# Madeleine Collins
Madeleine Collins és una pel·lícula dramàtica de 2021 escrita i dirigida per Antoine Barraud. Està coproduïda entre França, Bèlgica i Suïssa. S'ha doblat al català.

## Sinopsi
La Judith fa anys que té una doble vida: a Suïssa, viu amb l'Abdel, amb qui cria una nena; a França, és mare de dos nois amb en Melvil. Justifica la seva absència habitual pel fet d'haver de viatjar a altres països europeus per la seva feina com a traductora.

## Repartiment
- Virginie Efira: Judith Fauvet
- Bruno Salomone: Melvil Fauvet
- Quim Gutiérrez: Abdel Soriano
- Loisa Benguerel: Ninon Soriano
- Jacqueline Bisset: Patty
- Valerie Donzelli: Madeleine Reynal
- Nadav Lapid: Kurt
- Thomas Gioria: Joris Fauvet
- François Rostain: Francis
- Nathalie Boutefeu: Cristina
- Mona Walravens: Margot
- Jean-Quentin Chatelain: l'inspector